# Соловьёв, Иван Владимирович (футболист)
Ива́н Влади́мирович Соловьёв (род. 29 марта 1993, Калуга) — российский футболист, полузащитник брянского «Динамо».

## Карьера
Воспитанник ЦПФ «Динамо» Москва им. Льва Яшина.
В 10-м классе был приглашён в футбольную академию «Динамо», где стал одним из ключевых игроков «молодёжки» и скоро получил звание вице-капитана команды. В основном составе «Динамо» дебютировал 31 октября 2012 года в кубковом матче против клуба «Химки» (2:1), выйдя на замену во втором тайме. В том матче Соловьёв отдал голевую передачу и получил жёлтую карточку. Дебютировал в Премьер-лиге 4 ноября 2012 года, выйдя на замену в игре против «Краснодара». В ноябре 2012 года 19-летний Соловьёв стал основным левым полузащитником «Динамо», 1 декабря отыграл полный матч и сделал две голевые передачи в победном матче с «Рубином» (3:0).
24 февраля 2013 года была достигнута договорённость о переходе Соловьёва в петербургский «Зенит», но сезон он доиграл в «Динамо». 1 августа присоединился к петербургской команде.
Переход в «Зенит» Соловьёв прокомментировал так:

«У меня была зарплата 30 тысяч рублей. Я не говорю об окладах футболистов стартового состава, но тогда и в заявку на матчи не попадали игроки, которые получали миллионы рублей в месяц. Например, Баккал, которого взяли летом. Его отправили тренироваться в дубль, он там спокойно себя чувствовал, отлично зарабатывал. Я же просил изначально 600 тысяч рублей в месяц. Для молодого, пробившегося в стартовый состав солидного клуба, это не было большим запросом. Но в декабре, когда в чемпионате наступил перерыв, услышал ответ: „Я сейчас на отдыхе в Барселоне, не хочу ни о чём разговаривать. Позже обсудим“. Однако и в январе все, что получил, это предложение на 300 тысяч рублей в месяц. При том, что „Зенит“ предлагал миллион. Тут вопрос и денег, и уважения. Я его в „Динамо“ не чувствовал».
— Спорт-Экспресс, 15 апреля 2020
В основном составе «Зенита» дебютировал 30 октября 2013 года в кубковом матче против клуба «Тюмень» (0:2), выйдя на замену во втором тайме.
22 января 2014 года перешёл в пермский «Амкар» на правах аренды до конца сезона. В чемпионате России провёл три матча в апреле — мае, каждый раз выходя на замену в середине второго тайма.
8 ноября 2014 провёл единственный матч в чемпионате России в составе «Зенита», выйдя на замену на 73-й минуте в домашнем матче против «Терека» (1:3). Впоследствии получил золотую медаль после победы «Зенита» в чемпионате России.
Первую половину 2016 года провёл в аренде в финском «Лахти».
В итоге за три года в «Зените» провёл 4 матча за основную команду, 23 — за молодёжную и 4 — за «Зенит-2».
В августе 2016 года перешёл в воронежский «Факел», где выступал под 90 номером. Перед сезоном 2017/18 перешёл в петербургское «Динамо». 
С 2024 года выступал за «Мурас-Юнайтед» из Джалал-Абада, в 2025 году был игроком клуба «Бишкек Сити».
23 июля 2025 года стал игроком брянского «Динамо».

## В сборной
В ноябре 2012 года в испанской Марбелье дебютировал в молодёжной сборной России (игроки не старше 1992 года рождения). Отыграл 45 минут в победной игре против Словакии (2:1). Также сыграл несколько матчей за сборные России U18 и U19.

## Достижения
«Зенит»
- Чемпион России: 2014/15

## Статистика
| Клуб             | Сезон            | Лига | Лига | Кубки | Кубки | Еврокубки | Еврокубки | Итого | Итого |
| Клуб             | Сезон            | Игры | Голы | Игры  | Голы  | Игры      | Голы      | Игры  | Голы  |
| ---------------- | ---------------- | ---- | ---- | ----- | ----- | --------- | --------- | ----- | ----- |
| Динамо           | 2012/13          | 12   | 1    | 2     | 0     | 0         | 0         | 14    | 1     |
| Динамо           | Итого            | 12   | 1    | 2     | 0     | 0         | 0         | 14    | 1     |
| Зенит            | 2013/14          | 0    | 0    | 1     | 0     | 0         | 0         | 1     | 0     |
| Зенит            | 2014/15          | 1    | 0    | 0     | 0     | 2         | 0         | 3     | 0     |
| Зенит            | Итого            | 1    | 0    | 1     | 0     | 2         | 0         | 4     | 0     |
| Амкар            | 2013/14          | 3    | 0    | 0     | 0     | 0         | 0         | 3     | 0     |
| Амкар            | Итого            | 3    | 0    | 0     | 0     | 0         | 0         | 3     | 0     |
| Всего за карьеру | Всего за карьеру | 16   | 1    | 3     | 0     | 2         | 0         | 21    | 1     |